# Saint-Sigismond (Vendée)
Saint-Sigismond ist eine französische Gemeinde mit 424 Einwohnern (Stand: 1. Januar 2022) im Département Vendée, in der Région Pays de la Loire. Saint-Sigismond gehört zum Arrondissement Fontenay-le-Comte und zum Kanton Fontenay-le-Comte (bis 2015: Kanton Maillezais).

## Lage
Saint-Sigismond liegt etwa 18 Kilometer westlich von Niort im Marais Poitevin und dem Venise Verte. Das Gemeindegebiet gehört zum Regionalen Naturpark Marais Poitevin. Umgeben wird Saint-Sigismond von den Nachbargemeinden Maillezais im Norden und Nordwesten, Liez im Norden, Benet im Osten und Nordosten, Le Mazeau im Osten, Arçais im Süden und Südosten sowie Damvix im Westen und Südwesten.

## Bevölkerungsentwicklung
| 1962                      | 1968 | 1975 | 1982 | 1990 | 1999 | 2006 | 2013 |
| 488                       | 471  | 416  | 378  | 361  | 365  | 323  | 406  |
| Quelle: Cassini und INSEE |      |      |      |      |      |      |      |

## Sehenswürdigkeiten
- Kirche Saint-Sigismond aus dem 19. Jahrhundert

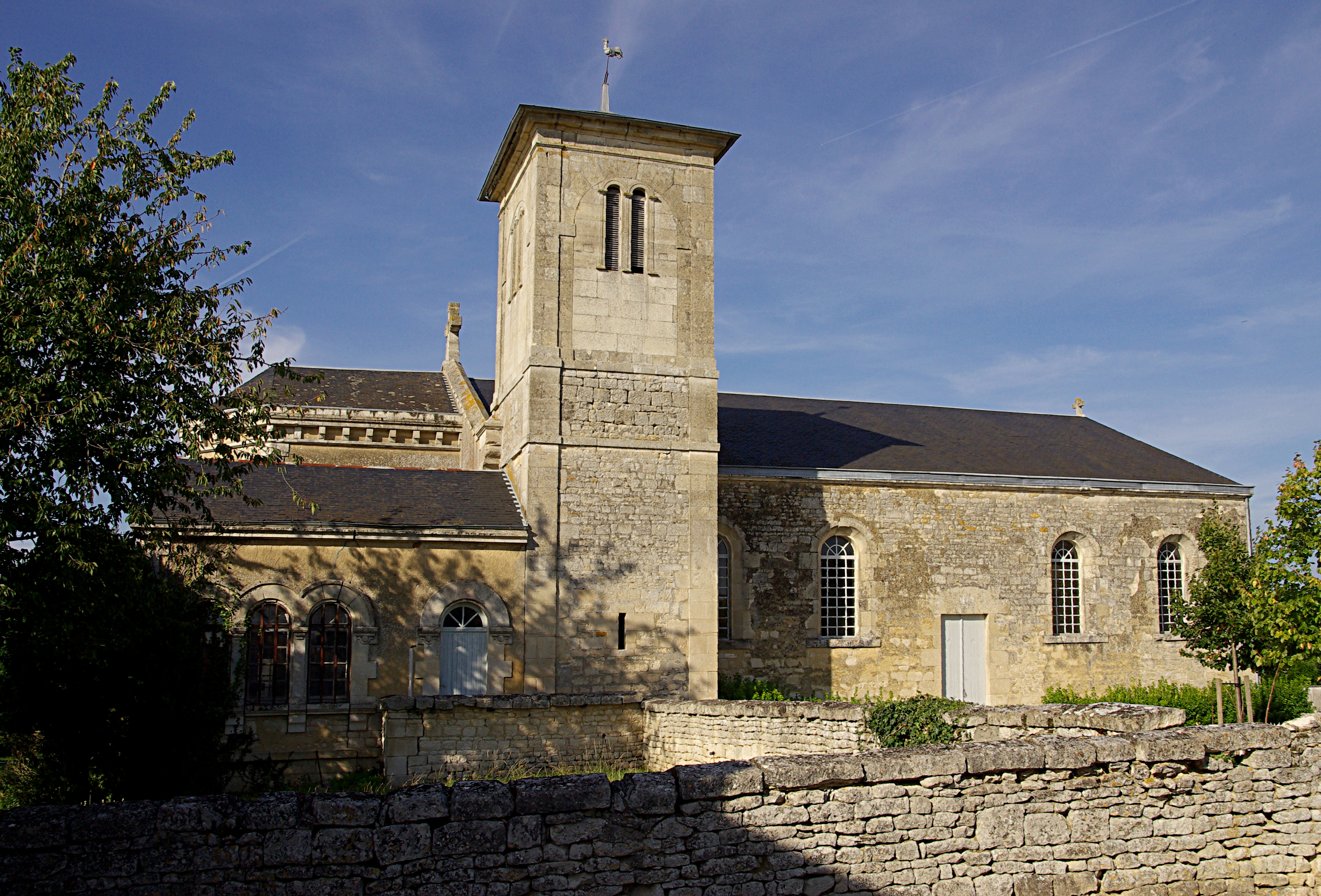
Kirche Saint-Sigismond